# Xu Dunxin
Xu Dunxin upr. chiń. 徐敦信 (ur. 10 grudnia 1934 roku w Yangzhou, prowincja Jiangsu) – chiński dyplomata, wiceminister spraw zagranicznych.

## Edukacja
Studiował na Uniwersytecie Fudan w Szanghaju oraz na Uniwersytecie Pekińskim. W lipcu 1964 rozpoczął pracę w chińskim MSZ jako tłumacz języka angielskiego.

## Działalność polityczna
W latach 1985–1988 pracował w ambasadzie chińskiej w Tokio.
Następnie został dyrektorem generalnym Departamentu Azji (marzec 1988 – październik 1989), a później doradcą ministra spraw zagranicznych (październik 1989 – kwiecień 1991).
W grudniu 1989 odwiedził Indonezję, gdzie odbył rozmowy na temat normalizacji stosunków pomiędzy obu państwami. W lipcu 1990, w imieniu chińskiego rządu, odbył rozmowy odnośnie do ustanowienia stosunków dyplomatycznych pomiędzy Chinami a Singapurem.
Od kwietnia 1991 do kwietnia 1993 pełnił funkcję wiceministra spraw zagranicznych. Przewodniczył pierwszej chińskiej delegacji do Brunei, mającej za zadanie nawiązanie stosunków dyplomatycznych z tym krajem, w kwietniu 1991. W sierpniu 1991 miały miejsce konsultacje z wiceministrem spraw zagranicznych Wietnamu odnośnie do normalizacji stosunków obu państw oraz rozwiązań dotyczących spraw Kambodży.
W latach 1990–1991 uczestniczył w kilku spotkaniach pięciu stałych członków Rady Bezpieczeństwa ONZ, dotyczących sytuacji w Kambodży.
W lutym 1992 prowadził konsultacje z Indiami na temat problemów związanych z granicą chińsko-indyjską. Następnie, od maja do sierpnia tego samego roku prowadził negocjacje w sprawie nawiązania stosunków dyplomatycznych z Koreą Południową.
We wrześniu 1992 odbył – pierwsze po normalizacji stosunków – konsultacje z Wietnamem na szczeblu wiceministrów obu państw.
W okresie od kwietnia 1993 do czerwca 1998 pełnił funkcję ambasadora w Japonii.
Po powrocie do kraju został członkiem Komisji Spraw Zagranicznych OPZL.